# Paramore (album)
Paramore è il quarto album in studio dei Paramore, pubblicato il 9 aprile 2013 dalla Fueled by Ramen.
Prodotto da Justin Meldal-Johnsen, è il primo album dei Paramore realizzato senza i due membri fondatori Zac e Josh Farro e per questo si differenzia sostanzialmente dal resto della produzione della band sia come genere sia come approccio alla produzione del disco stesso: viene in parte abbandonato il pop punk in favore di un rock alternativo influenzato da generi quali elettronica, pop e soprattutto new wave. È inoltre l'ultimo lavoro in studio dei Paramore realizzato insieme al bassista Jeremy Davis, che lascerà la formazione nel 2015.
Ha raggiunto la prima posizione nella classifica di nove Paesi compresi gli Stati Uniti d'America, diventando il primo album del gruppo a ottenere tale risultato.
Per anticipare l'album sono stati pubblicati i singoli Now e Still into You il secondo dei quali ha ottenuto un notevole successo internazionale. In seguito sono stati pubblicati Daydreaming, solo nel Regno Unito, e Ain't It Fun, che è riuscito a ottenere il miglior piazzamento dai Paramore nelle classifiche statunitensi con il decimo posto nella Billboard Hot 100 e ad aggiudicarsi ai Grammy Awards 2015 il premio come miglior canzone rock dell'anno, il primo Grammy in assoluto vinto dalla band.

## Registrazione
Verso la fine di gennaio 2012 i tre membri rimanenti dei Paramore si spostano a Los Angeles alla ricerca di un produttore per il loro quarto album. Dopo vari incontri, ad aprile trovano la persona ideale nel musicista e produttore discografico Justin Meldal-Johnsen, bassista dei Nine Inch Nails. Il processo di scrittura dei brani inizia però mesi prima che la band si sposti a Los Angeles: è in questo periodo, infatti, che vengono composte Proof e Daydreaming, quest'ultima fortemente influenzata dall'ascolto di Greatest Hits dei Blondie. Parlando del processo di scrittura del disco, la cantante e tastierista Hayley Williams ha detto:
(Hayley Williams a Spin)

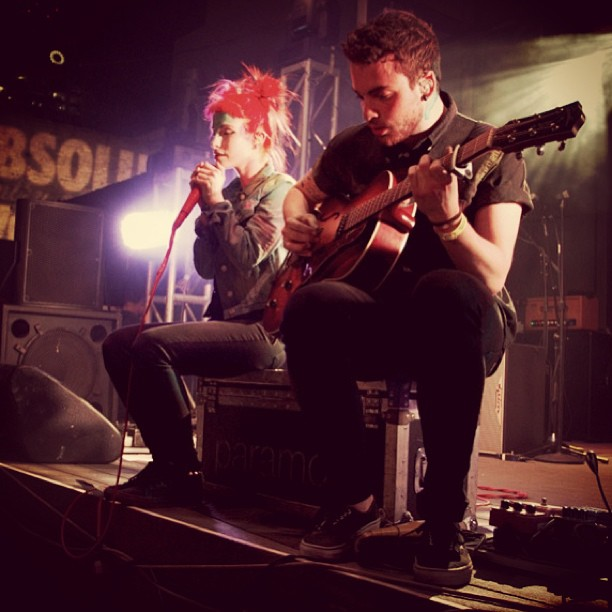
Hayley Williams e Taylor York, i principali autori dei brani dell'album

Verso la fine di maggio, durante un'intervista Hayley Williams racconta come procede il lavoro con il nuovo produttore:
(Hayley Williams a Buzznet)
Dal momento che Zac Farro ha lasciato la band nel dicembre 2010 insieme al fratello Josh e la band è dunque priva di un batterista ufficiale, verso la fine di giugno i Paramore ingaggiano Ilan Rubin, già appartenente al gruppo musicale dei Nine Inch Nails, per le registrazioni del loro nuovo disco, alle quali ha preso inoltre parte, oltre agli stessi Meldal-Johnsen e agli ingegneri del suono Carlos de la Garza e Ken Andrews, fondatore dei Failure, un coro gospel di Los Angeles, che ha registrato alcune parti di Ain't It Fun. Roger Manning Jr. è stato inoltre citato per aver realizzato alcuni arrangiamenti orchestrali. Oltre a tutte le parti di chitarra solista e ritmica, a Taylor York è affidata anche la parte riguardante le percussioni come xilofono e glockenspiel e soprattutto la scrittura di tutti i brani dell'album, condivisa con Hayley Williams, e la produzione di alcuni di essi. Il produttore Justin Meldal-Johnsen ha inoltre contribuito alla scrittura di alcuni testi, oltre a suonare alcune parti di tastiera e sintetizzatore.

## Pubblicazione

### Anticipazioni
Concluse le registrazioni a inizio novembre, il 6 dicembre vengono annunciati il titolo dell'album e la sua data di uscita, il 9 aprile 2013. Il 18 gennaio vengono invece rese note la lista dei brani e la copertina del disco.
Hayley Williams ha motivato la scelta di un album eponimo dicendo:
(Hayley Williams a Radio.com)

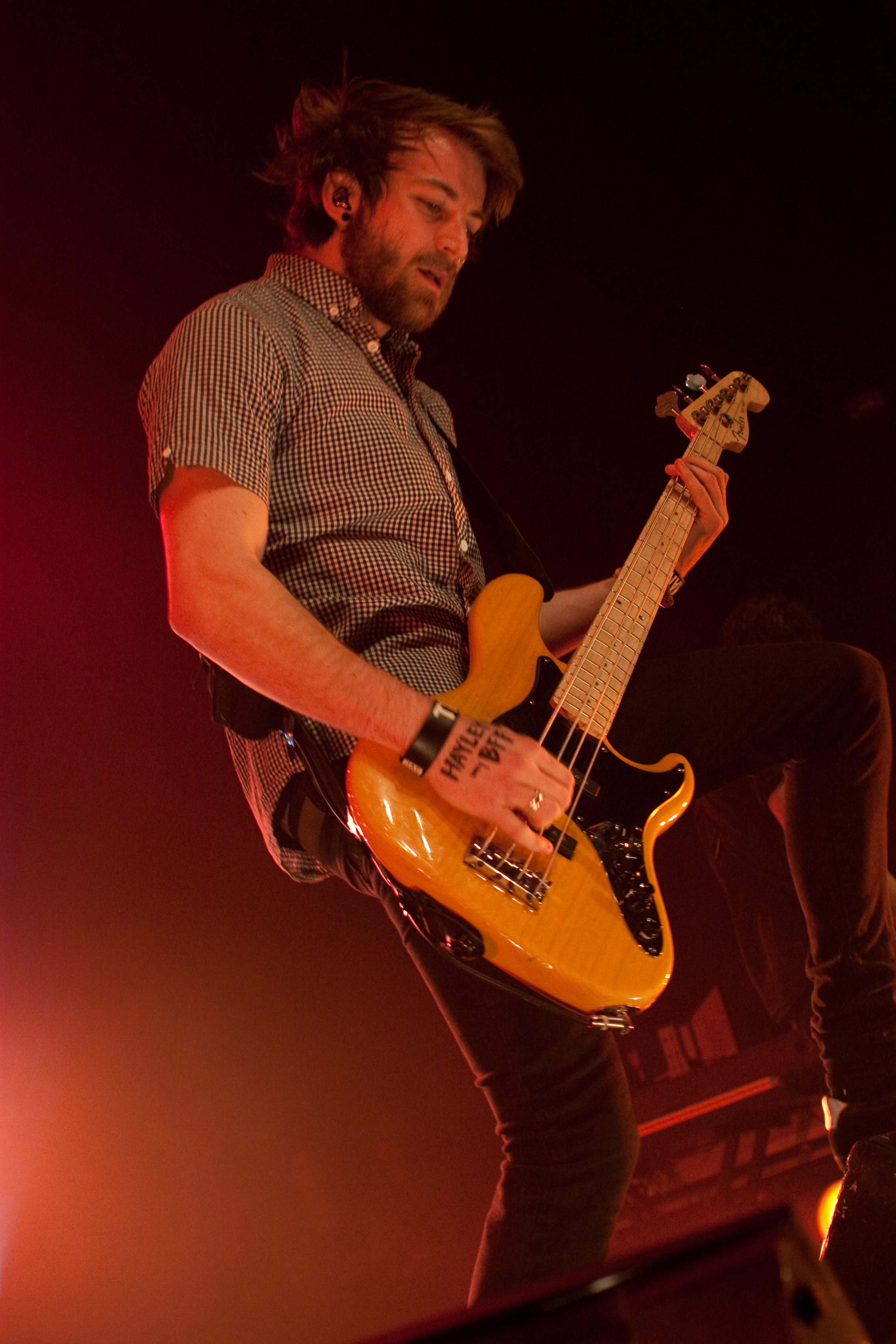
Il bassista Jeremy Davis, membro fondatore dei Paramore

Il 28 marzo la band annuncia con un video su YouTube che ogni notte per quattro notti a partire dal 1º aprile faranno ascoltare in streaming sul loro sito ufficiale un lato del vinile del nuovo album in anteprima mondiale.

### Edizioni
L'album viene pubblicato in gran parte del mondo il 9 aprile 2013, anche se in alcuni paesi europei la data è anticipata al 5 e all'8 aprile. In Giappone esce invece il 10 aprile in un'edizione differente comprendente due tracce aggiuntive intitolate Escape Route e Native Tongue. Gli stessi brani vengono inoltre inclusi in un vinile da 7" contenuti nelle edizioni limitate dell'album. La band ha motivato l'esclusione di queste B-side dalla versione originale per via della loro somiglianza con il precedente materiale e di conseguenza per la diversità rispetto alle altre canzoni di Paramore; Escape Route è stata infatti una delle prime canzoni scritte dalla band per l'album, ma l'ultima a essere registrata.
L'11 novembre 2014 la band annuncia la pubblicazione di una nuova edizione di Paramore, raffigurante una nuova copertina e intitolata "Self-Titled Deluxe". La sua data di uscita viene fissata per il 24 novembre successivo. Il 19 novembre viene rivelata la lista tracce dell'edizione deluxe, comprendente, oltre ai brani originari, le due tracce bonus, una demo inedita intitolata Tell Me It's Okay, una versione in duetto con Joy Williams di Hate to See Your Heart Break e otto brani suonati dal vivo al Red Rocks di Denver il 12 agosto 2014.
Dal novembre 2022 le copertine di entrambe le edizioni dell'album vengono modificate con una foto di Hayley Williams, di spalle, con indosso una giacca in jeans recante la scritta "Grow Up". Le copertine precedenti ritraevano gli allora tre componenti del gruppo, compreso Jeremy Davis, entrato in una disputa legale con Williams e York dopo la sua uscita dalla formazione.

### Singoli e video musicali
Il 22 gennaio 2013 viene pubblicato il primo singolo Now seguito poi da Still into You il 14 marzo. Per entrambi è stato realizzato un video ufficiale, il primo diretto da Daniel "Cloud" Campos e il secondo da Isaac Rentz. Successivamente è stato pubblicato anche un video ufficiale per Anklebiters, su cui viene inoltre basato un videogioco disponibile sul sito della band. Il 9 luglio 2013 viene dichiarato che la band è al lavoro con il regista Jonathan "Jodeb" Desbiens per la realizzazione di un altro video musicale, questa volta per Ain't It Fun. A ottobre, tuttavia, Hayley Williams annuncia che il lavoro svolto sino ad allora non ha soddisfatto la band e che verranno quindi iniziate le riprese di un altro video per il brano il prima possibile, mentre in sua sostituzione verrà pubblicato il video per Daydreaming del quale annuncia anche l'uscita come singolo nel Regno Unito, avvenuta il 2 dicembre 2013. Il nuovo video per Ain't It Fun viene pubblicato il 29 gennaio 2014, mentre il singolo il 4 febbraio 2014.
Il 1º settembre 2014 viene pubblicato un video ufficiale anche per Last Hope, diretto da Michael Thelin e tratto dal loro concerto a Chicago svoltosi durante il Monumentour con i Fall Out Boy, proprio per ringraziare i fan dopo la chiusura del lungo tour. Il 24 novembre dello stesso anno viene pubblicato un video della versione in duetto con Joy Williams (cantante dei Civil Wars) di Hate to See Your Heart Break, contenuta nell'edizione Self-Titled Deluxe pubblicata lo stesso giorno. Il video, diretto da Chuck David Willis, vede Hayley e Joy Williams registrare la nuova parte vocale del brano ai The Village Studios a Santa Monica.

## Stile e influenze

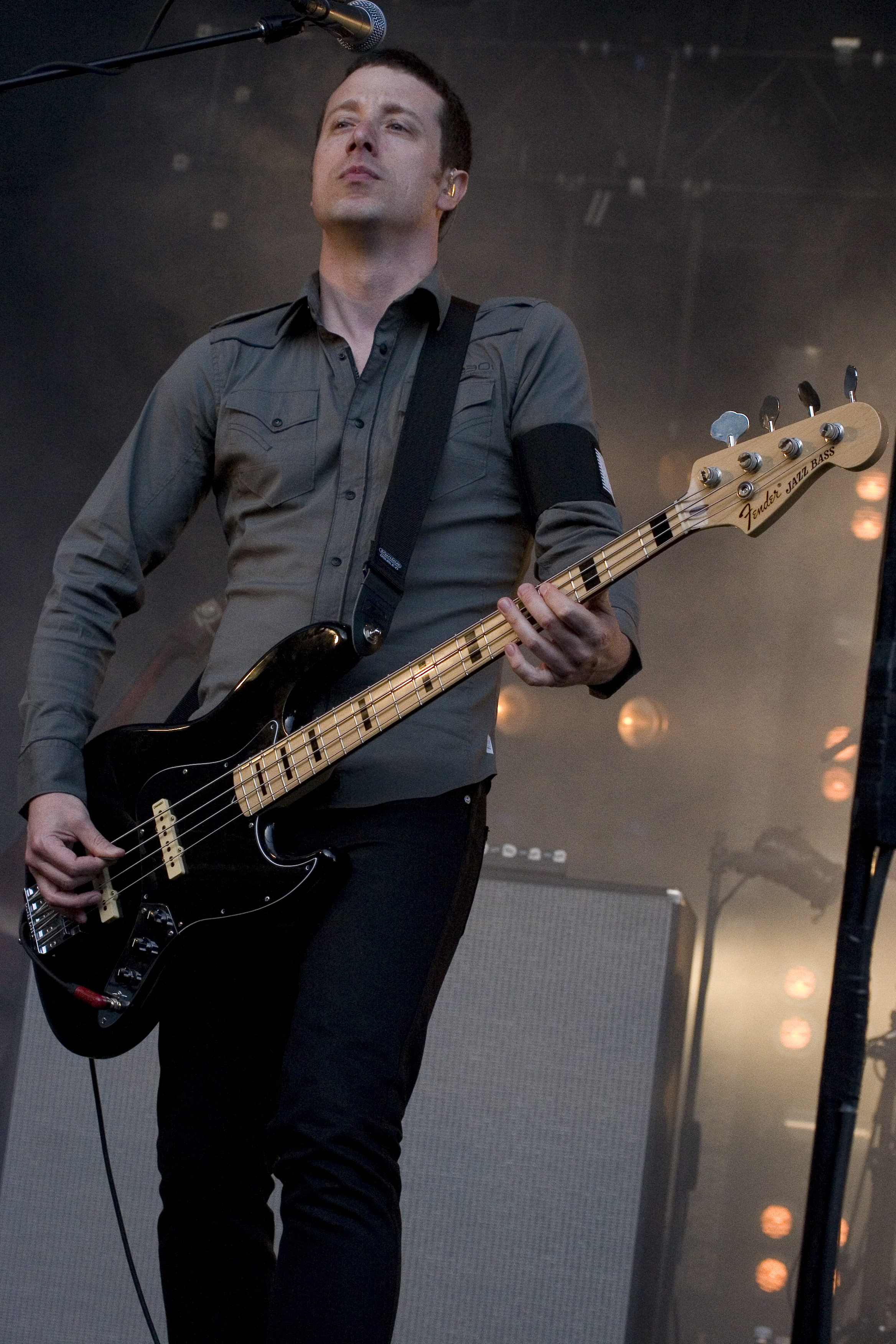
Justin Meldal-Johnsen, il produttore scelto dai Paramore per la realizzazione dell'album

L'album si differenzia sensibilmente dai precedenti lavori dei Paramore, abbandonando le sonorità pop punk ed emo-pop che hanno contraddistinto la band sin dal suo esordio in favore di generi come la new wave e il pop rock, oltre a essere influenzato da una vasta cerchia di generi, tra i quali elettronica, indie e post-rock. Inoltre in alcune tracce vi sono parti prettamente assimilabili a generi come gospel, soul, new jack swing, funk e hard rock.
In un'intervista a Electronic Musician, il produttore Meldal-Johnsen ha dichiarato:
(Justin Meldal-Johnsen, agosto 2012)
Per quanto riguarda le influenze, durante il processo di scrittura dell'album i membri della band hanno dichiarato di aver ascoltato artisti del passato come Trent Reznor prima dei Nine Inch Nails, Blondie e Siouxsie and the Banshees, ma anche artisti contemporanei come Frank Ocean e Alt-J.
I temi più ricorrenti nei testi dei vari brani sono il meglio e il peggio dell'amore, la rabbia conseguente all'incertezza del futuro e la crescita interiore che ogni persona deve presto o tardi affrontare.

## Accoglienza
| Recensione           | Giudizio |
| -------------------- | -------- |
| AbsolutePunk         |          |
| AllMusic             |          |
| Alternative Press    |          |
| Alter the Press!     |          |
| Digital Spy          |          |
| Drowned in Sound     |          |
| Entertainment Weekly | A-       |
| The Guardian         |          |
| Kill Your Stereo     |          |
| Idolator             |          |
| Kerrang!             |          |
| musicOMH             |          |
| NME                  |          |
| The Observer         |          |
| Punknews             |          |
| Rockol               |          |
| Rolling Stone        |          |
| Spin                 |          |
| Trash Hits           |          |
| Under the Gun Review |          |

In generale Paramore è stato ben accolto dalla critica musicale internazionale, come si evidenzia dal fatto che abbia ottenuto una media di 81/100 su Metacritic e sia stato definito da alcuni come il capolavoro assoluto della band.
La critica musicale ha associato alcune canzoni dell'album a brani di Jimmy Eat World, No Doubt e Anberlin. Now è stata invece paragonata a un brano con il canto di Gwen Stefani e la musica dei Muse. L'artista più influente nella composizione del disco è però, secondo la critica, lo stesso Justin Meldal-Johnsen. Secondo Alternative Press, che ha votato l'album con 5 stelle su 5, egli "ha veramente tirato fuori il meglio da questi tre, portandoli sia a creare i classici suoni dei Paramore sia a provare a fare cose totalmente nuove", mentre The Guardian giudica la produzione dei precedenti album della band "grinzosa" in confronto a quella di Meldal-Johnsen nel nuovo disco, che viene considerato "più libero e giocoso". L'album è stato apprezzato dalla maggior parte della critica soprattutto per il cambio di rotta che ha determinato nella musica del gruppo e per l'approccio dei testi a tematiche più allegre e spensierate.
È stato eletto da Alternative Press come miglior album della prima metà del 2013 e inserito al settimo posto della medesima classifica realizzata da MTV. Alla fine dell'anno Alternative Press lo piazza al secondo posto della sua classifica annuale, mentre in quella di MTV raggiunge il decimo posto. Entertainment Weekly l'ha invece nominato miglior album rock del 2013, e come sesto in assoluto, e la rivista Kerrang! l'ha invece posizionato al sesto posto della classifica dei migliori album rock dell'anno. È stato inoltre inserito nella lista dei 41 migliori album del 2013 di Fuse e classificato al terzo posto nella classifica dei migliori 50 album del 2013 realizzata da Rock Sound, venendo definito "il perfetto equilibrio tra la sperimentazione e le sonorità classiche dei Paramore".
Ain't It Fun, infine, ottiene il Grammy Award alla miglior canzone rock alla cerimonia del febbraio 2015, il primo Grammy in assoluto vinto dalla band.

## Successo commerciale
L'album ha esordito al primo posto nelle classifiche degli album più venduti negli Stati Uniti (prima volta in assoluto per i Paramore e seconda volta per un artista della Fueled by Ramen: i primi furono i Fall Out Boy con il loro Infinity on High). Ha raggiunto la prima posizione anche in Australia, Irlanda, Nuova Zelanda, Regno Unito, Scozia, Argentina, Brasile e Messico. Nella prima settimana di uscita ha venduto oltre 106 000 copie negli Stati Uniti e 60 000 nel Regno Unito, guadagnandosi subito il disco d'argento britannico. Ad aprile 2023 l'album ha raggiunto il disco di platino nel Regno Unito. A settembre 2013 è stato certificato oro in Australia. Ad aprile 2015, a distanza di due anni dalla sua pubblicazione, è stato certificato disco d'oro anche negli Stati Uniti, dopo aver venduto oltre mezzo milione di copie.
Oltre che in quella statunitense, Paramore ha superato i precedenti album della band nelle classifiche di Brasile, Danimarca, Francia, Italia, Messico, Norvegia, Paesi Bassi e Spagna. Nella sua settimana di esordio l'album ha venduto oltre 198 000 copie in tutto il mondo, risultando il più venduto a livello internazionale.
Anche i singoli estratti hanno avuto un discreto successo, con Now che ha raggiunto la sedicesima posizione della Rock Songs, record superato dal successivo singolo Still into You, che è arrivato alla sesta, esordendo anche all'83º posto della Billboard Hot 100 per poi raggiungere, circa sei mesi dopo, il 24º. Still into You ha raggiunto inoltre la quinta posizione delle classifiche dei singoli più venduti in Australia, diventando il primo singolo dei Paramore a raggiungere la Top 10 australiana e ricevendo il disco d'oro per le oltre 35 000 copie vendute in meno di un mese; circa un mese dopo riceve anche il disco di platino e, successivamente, il doppio platino a fine luglio, raggiungendo le 140 000 copie vendute. Il singolo è stato certificato doppio disco di platino anche negli Stati Uniti, mentre ha ricevuto il disco d'oro in Canada e in Nuova Zelanda. Alla fine del 2013 è arrivato, nelle classifiche di vendita, al 100º posto in generale e al 17º posto dei singoli rock più venduti negli Stati Uniti.
Ain't It Fun è invece riuscita a raggiungere il 32º posto della classifica dei singoli più venduti settimanalmente in Australia, al 55º in Irlanda e al 3º della Official Rock & Metal Chart ancor prima di essere pubblicata come singolo. Successivamente entra anche nella Hot 100 e nelle principali classifiche pop e rock di Billboard, per poi ottenere il miglior piazzamento nella Hot 100 mai ottenuto dai Paramore con la 21ª posizione tra aprile e maggio 2014 e successivamente con la 10ª posizione nella seconda settimana di maggio, insieme al primo posto della Rock Songs, anch'esso un nuovo traguardo raggiunto dalla band. Nel luglio 2015 Ain't It Fun raggiunge i due milioni di copie vendute negli Stati Uniti, ricevendo dalla RIAA la certificazione di doppio disco di platino, oltre a quella già ricevuta di disco d'oro in Canada.

## Esibizioni dal vivo

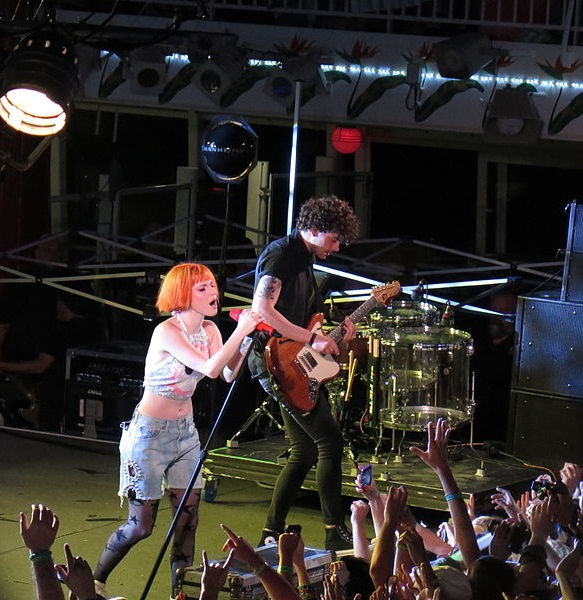
I Paramore si esibiscono durante la crociera del marzo 2014 sulla Norwegian Pearl

### Tournée
Il tour ufficiale in supporto all'album, chiamato Paramore World Tour, ha inizio il 12 febbraio 2013 a Bangkok, Thailandia. Come turnisti vengono confermati Justin York (chitarra ritmica) e Jon Howard (tastiere e chitarra addizionale), mentre Hayden Scott (batteria), in concerto con la band per i festival di Reading e Leeds nell'agosto 2013, viene sostituito dallo stesso Ilan Rubin. Da maggio prende il posto alla batteria Miles McPherson, che viene a sua volta sostituito a partire da settembre da Aaron Gillespie sino alla fine del 2013, a causa di un grave incidente subito in agosto.
Dopo i due concerti tenuti nel marzo 2014 durante la Parahoy!, una crociera organizzata dai Paramore sulla Norwegian Pearl con la partecipazione di altri artisti, il gruppo ha dato via, nel giugno 2014, al Monumentour, una serie di concerti negli Stati Uniti organizzata insieme ai Fall Out Boy. Il tour si è protratto sino al settembre successivo, anche se l'ultima esibizione dei Paramore si è tenuta il 31 agosto. Dopo mesi di pausa, il tour si concluderà con un'ultima serie di date nei principali teatri statunitensi tra aprile e maggio 2015.

### Esordio dell'album dal vivo
I primi brani dall'album a essere suonati dal vivo sono i singoli Now e Still into You, rispettivamente il 12 febbraio a Bangkok e il 13 marzo ad Austin. Il 3 aprile i Paramore suonano acusticamente Hate to See Your Heart Break in diretta su BBC Radio 1, mentre il 20 aprile, in occasione del Record Store Day 2013, sono stati invece suonati per la prima volta, in chiave acustica, i tre interludi (Moving On, Holiday e I'm Not Angry Anymore) e Daydreaming. Per l'occasione viene anche pubblicato in sole 700 copie (300 delle quali disponibili per l'acquisto durante l'evento) The Holiday Sessions, un vinile con i tre interludi acustici dell'album.
Il 25 aprile 2013, a Houston, sono state portate all'esordio dal vivo Ain't It Fun, Fast in My Car, Anklebiters e Proof. Durante l'esibizione all'O2 di Dublino, nel settembre dello stesso anno, i Paramore hanno suonato per la prima volta dal vivo Grow Up. A ciò è seguito, due giorni dopo all'iTunes Festival a Londra, l'esordio di Last Hope e Part II. Durante i due spettacoli tenuti durante la crociera sulla Norwegian Pearl il 7 e il 9 marzo 2014 il gruppo ha portato all'esordio Escape Route e (One of Those) Crazy Girls. Infine, Be Alone, Future e Tell Me It's Okay (traccia bonus dell'edizione deluxe dell'album) sono state suonate per la prima volta durante l'esibizione privata del 28 aprile 2015 per la Naval Academy, per poi rimanere punti fissi della scaletta della band per l'ultima parte del tour.

## Tracce
Testi e musiche di Hayley Williams e Taylor York, eccetto dove indicato.
1. Fast in My Car – 3:42 (Williams, York, Meldal-Johnsen)
2. Now – 4:07
3. Grow Up – 3:50
4. Daydreaming – 4:31
5. Interlude: Moving On – 1:30
6. Ain't It Fun – 4:56
7. Part II – 4:41 (Williams, York, Meldal-Johnsen)
8. Last Hope – 5:09
9. Still into You – 3:36
10. Anklebiters – 2:17 (Williams, York, Meldal-Johnsen)
11. Interlude: Holiday – 1:09 (Williams, Davis)
12. Proof – 3:15 (Williams, York, Meldal-Johnsen)
13. Hate to See Your Heart Break – 5:09
14. (One of Those) Crazy Girls – 3:32
15. Interlude: I'm Not Angry Anymore – 0:52
16. Be Alone – 3:40
17. Future – 7:52

Tracce bonus dell'edizione giapponese e limitata
1. Escape Route – 2:57
2. Native Tongue – 3:12

Tracce bonus dell'edizione Self-Titled Deluxe
1. Hate to See Your Heart Break (feat. Joy Williams) – 5:12
2. Escape Route (Bonus Track) – 2:57
3. Native Tongue (Bonus Track) – 3:13
4. Tell Me It's Okay (Self-Titled Demo) – 2:43
5. Still into You (Live at Red Rocks) – 4:30
6. Decode (Live at Red Rocks) – 4:24 (Williams, York, Farro)
7. The Only Exception (Live at Red Rocks) – 4:39 (Williams, Farro)
8. Brick by Boring Brick (Live at Red Rocks) – 4:53 (Williams, Farro)
9. Let the Flames Begin (Live at Red Rocks) – 7:06 (Williams, Farro)
10. Part II (Live at Red Rocks) – 4:59 (Williams, York, Meldal-Johnsen)
11. Proof (Live at Red Rocks) – 3:31 (Williams, York, Meldal-Johnsen)
12. Ain't It Fun (Live at Red Rocks) – 6:09

## Formazione
All'album hanno partecipato, secondo quanto riportato nei crediti dell'album:

### Paramore
- Hayley Williams – voce, tastiera, sintetizzatore
- Jeremy Davis – basso, tastiera, sintetizzatore, cori
- Taylor York – chitarra elettrica, chitarra acustica, ukulele, tastiera, sintetizzatore, programmazione, batteria addizionale, percussioni, cori

### Altri musicisti
- Ilan Rubin – batteria, percussioni, cori
- Justin Meldal-Johnsen – tastiera, sintetizzatore, programmazione, percussioni
- Carlos de la Garza – percussioni
- Ken Andrews – tastiera addizionale in Now, cori in Now e Be Alone

Cori in Ain't It Fun
- Vincent Brantley (direttore)
- Sean Dancy
- Yolanda Harris-Dancy
- Katherine Dancy
- Brandon Hampton
- Talitha Manor
- Joslyn James

Violini in Hate to See Your Heart Break e (One of Those) Crazy Girls
- Caroline Campbell (primo violino)
- Alma Fernandez
- Erik Arvinder
- Kathleen Sloan
- Luke Maurer
- Sam Fischer
- Vanessa Freebairn-Smith
- Songa Lee

### Produzione
- Justin Meldal-Johnsen – produzione, ingegneria del suono
- Taylor York – produzione in Now, Grow Up, Ain't It Fun e Be Alone
- Carlos de la Garza – ingegneria del suono
- Mike Schuppan – ingegneria del suono (assistente)
- David Schwerkolt – ingegneria del suono (assistente)
- Ken Andrews – missaggio
- Ted Jensen – mastering
- Roger Manning Jr. – arrangiamenti orchestrali
- Mark Mercado – management
- Steve Aho – copista
- Pamela Littky – fotografia
- JT Daly – logo

## Classifiche
| Classifica (2013)          | Posizione massima |
| -------------------------- | ----------------- |
| Argentina                  | 1                 |
| Australia                  | 1                 |
| Austria                    | 13                |
| Belgio (Fiandre)           | 33                |
| Belgio (Vallonia)          | 66                |
| Brasile                    | 1                 |
| Canada                     | 3                 |
| Danimarca                  | 16                |
| Finlandia                  | 10                |
| Francia                    | 42                |
| Germania                   | 8                 |
| Giappone                   | 21                |
| Irlanda                    | 1                 |
| Italia                     | 13                |
| Messico                    | 1                 |
| Norvegia                   | 12                |
| Nuova Zelanda              | 1                 |
| Paesi Bassi                | 18                |
| Polonia                    | 26                |
| Portogallo                 | 17                |
| Regno Unito                | 1                 |
| Regno Unito (download)     | 1                 |
| Regno Unito (physical)     | 1                 |
| Regno Unito (rock & metal) | 1                 |
| Scozia                     | 1                 |
| Spagna                     | 12                |
| Stati Uniti                | 1                 |
| Stati Uniti (digital)      | 1                 |
| Stati Uniti (alternative)  | 1                 |
| Stati Uniti (rock)         | 1                 |
| Svezia                     | 28                |
| Svizzera                   | 18                |

### Classifiche di fine anno
| Classifica (2013)         | Posizione |
| ------------------------- | --------- |
| Australia                 | 51        |
| Regno Unito               | 76        |
| Stati Uniti               | 95        |
| Stati Uniti (alternative) | 17        |
| Stati Uniti (rock)        | 25        |
| Classifica (2014)         | Posizione |
| Stati Uniti               | 135       |
| Stati Uniti (alternative) | 19        |
| Stati Uniti (rock)        | 26        |

## Date di pubblicazione
| Paese           | Data           | Etichetta            |
| --------------- | -------------- | -------------------- |
| Finlandia       | 5 aprile 2013  | Warner Bros. Records |
| Australia       | 5 aprile 2013  | Warner Bros. Records |
| Germania        | 5 aprile 2013  | Warner Bros. Records |
| Irlanda         | 5 aprile 2013  | Warner Bros. Records |
| Regno Unito     | 8 aprile 2013  | Warner Bros. Records |
| Stati Uniti     | 9 aprile 2013  | Fueled by Ramen      |
| Giappone        | 10 aprile 2013 | Warner Bros. Records |
| Resto del mondo | 9 aprile 2013  | Warner Bros. Records |